# Liste der Baudenkmale in Jennelt
Die Liste der Baudenkmale in Jennelt enthält die nach dem Niedersächsischen Denkmalschutzgesetz geschützten Baudenkmale im ostfriesischen Ort Jennelt, der zur Gemeinde Krummhörn gehört. Die Quelle der Baudenkmale ist der Denkmalatlas Niedersachsen. Der Stand der Liste ist der 12. März 2024.

## Allgemein
In den Spalten befinden sich folgende Informationen:
- Lage: die Adresse des Baudenkmales und die geographischen Koordinaten. Kartenansicht, um Koordinaten zu setzen. In der Kartenansicht sind Baudenkmale ohne Koordinaten mit einem roten Marker dargestellt und können in der Karte gesetzt werden. Baudenkmale ohne Bild sind mit einem blauen Marker gekennzeichnet, Baudenkmale mit Bild mit einem grünen Marker.
- Bezeichnung: Bezeichnung des Baudenkmales
- Beschreibung: die Beschreibung des Baudenkmales. Unter § 3 Abs. 2 NDSchG werden Einzeldenkmale und unter § 3 Abs. 3 NDSchG Gruppen baulicher Anlagen und deren Bestandteile ausgewiesen.
- ID: die Objekt-ID des Baudenkmales
- Bild: ein Bild des Baudenkmales, ggf. zusätzlich mit einem Link zu weiteren Fotos des Baudenkmals im Medienarchiv Wikimedia Commons. Wenn man auf das Kamerasymbol klickt, können Fotos zu Baudenkmalen aus dieser Liste hochgeladen werden:

| Lage                                         | Bezeichnung                 | Beschreibung | ID       | Bild           |
| -------------------------------------------- | --------------------------- | --- | -------- | -------------- |
| Grotelandweg 3 53° 27′ 1″ N, 7° 7′ 2″ O      | Gulfhaus                    | Gulfhaus in landschaftsprägender Bauminsel gelegen. Weitestgehend erhaltener Backsteinbau. Kleiner Anbau auf nördlicher Traufseite. Um 1850/1860 | 34664128 | BW             |
| Knyphausenstraße 53° 27′ 43″ N, 7° 7′ 53″ O  | Kirche                      | Kleiner spätgotischer Backsteinbau mit polygonalem Ostabschluss. Breite Spitzbogenfenster. 15. Jh.                                               | 34664032 | Weitere Bilder |
| Knyphausenstraße 53° 27′ 47″ N, 7° 7′ 56″ O  | Glockenturm                 | Backsteinbau unter geschwungenem Pyramiddach. | 34664056 | BW             |
| Knyphausenstraße 53° 27′ 47″ N, 7° 7′ 55″ O  | Friedhof                    | Umfriedeter Friedhof mit Kriegerdenkmal und altem Baumbestand.                                                                                   | 34664079 | BW             |
| Knyphausenstraße 2 53° 27′ 47″ N, 7° 8′ 0″ O | "Alte Pastorei" (Gulfhaus)  | Gut erhaltenes Gulfhaus. Wohnteil überwiegend mit erhaltenen Schiebefenstern im Blockrahmen. Um 1850/1860.                                       | 34664102 | BW             |
| Knyphausenstraße 2 53° 27′ 48″ N, 7° 8′ 0″ O | "Alte Pastorei" (Baumreihe) | | 34664223 | BW             |
| Westerfennenweg 4 53° 27′ 43″ N, 7° 7′ 53″ O | Gulfhaus                    | Kleines Gulfhaus, nur mit einem Dielentor, Stichbogenfenster, Butzenwand entfernt. 1891.                                                         | 34664177 | BW             |
| Westerfennenweg 7 53° 27′ 43″ N, 7° 7′ 48″ O | Gulfhaus                    | Zweigeschossiges Gulfhaus mit Krüppelwalmdach; strenge, vorhistoristische Gestaltung, beeinflusst durch den Baustil der Domänen. Ca 1850.        | 34664200 | BW             |